# Prima guerra di successione gheldriana
La prima guerra di successione gheldriana (in olandese: Eerste Gelderse Successieoorlog) fu un conflitto per la successione al trono del Ducato di Gheldria, dal 1371 al 1379.
La guerra ebbe originò quando il duca, Rinaldo III di Gheldria, morì senza eredi nel 1371. Nemmeno suo fratello Edoardo, morto per la ferita ricevuta nella Battaglia di Baesweiler, in quello stesso anno, aveva lasciato eredi; il ducato allora andò alle sorellastre, e, a Rinaldo III succedette Matilde, che fu contestata dalla sorella Maria; la Chronica Comitum de Marka, Fortsetzung cita Matilde come duchessa di Gheldria, confermando la successione al fratello Rinaldo III.
Le pretendenti al trono ducale erano due figlie del duca, Reginaldo II e Sophia Berthout: 
- Matilde, la secondogenita, che, nel 1372 sposò Giovanni II di Blois, e
- Maria, la quartogenita, moglie di Guglielmo II di Jülich e madre di Guglielmo, in nome del quale ella reclamava il trono.

Nel XIV la Gheldria si trovò divisa in due fazioni:
- Gli Heeckerens, che appoggiavano Matilde, guidati da Frederik van Heeckeren van der Eze (1320-1386).
- I Bronckhorsters, che appoggiavano Maria, guidati da Gijsbert V van Bronckhorst (1328-1356).

La guerra durò circa otto anni, e la duchessa Maria con l'appoggio del Re di Boemia ed Imperatore del Sacro Romano Impero Carlo IV, ebbe la meglio, e, nel 1379, dopo un'ultima sconfitta, Matilde ed il marito, Giovanni, rinunciano definitivamente al ducato di Gheldria.
, con Maria ed i suoi sostenitori che emergevano vittoriosi e suo figlio, Guglielmo, proclamato duca di Gheldria.

## Sequenza temporale
- 1372 La fazione dei Bronckhorst compie dei raid nel Principato vescovile di Utrecht, probabilmente a causa del fatto che il vescovo Arnoldo II di Horne aveva aderito alla causa dei loro nemici. Nella battaglia presso Heerewaarden, la fazione dei Bronckhorst venne sconfitta.
- 1372, Gozewijn van Varik, cugino di Matilde di Gheldria, conquistò Tiell nella primavera di quell'anno. Le lotte ad ogni modo continuarono in città.
- 1372/73, le truppe di Arnoldo II di Horne conquistarono Harderwijk per conto di Matilde di Gheldria.
- 1373, Giovanni II di Blois inizia il suo Assedio di Venlo.
- 1374, Reinaud I van Brederode conquista Tiel per conto di Matilde di Gheldria.
- 1376, i capi della fazione dei Bronckhorst sono fatti prigionieri in un'imboscata presso Oosterbeek.
- 1377, Carlo IV concede il ducato di Gheldria al figlio di Maria, Guglielmo.
- 1378, Battaglia di Tiel.
- 1378, nella battaglia presso Gennep le fazioni degli Heeckeren e dei Bronckhorst si confrontano.
- 1379, il villaggio di Zennuwijnen con la sua chiesa e la sua abbazia sono distrutti dalla fazione dei Bronckhorst.
- 1379, il 24 marzo si tiene l'ultima battaglia presso Hönnepel. Matilde di Gheldria viene sconfitta dalle truppe di Guglielmo II di Jülich e rinuncia ai propri diritti sul ducato di Gheldria.

### Letteratura storiografica
- (FR)  Histoire de la maison de Chastillon-sur-Marne.